# 1886年の相撲
1886年の相撲（1886ねんのすもう）は、1886年の相撲関係のできごとについて述べる。

## 興行
- 1月場所（東京相撲）[1]
  - 興行場所:本所回向院
  - 1月12日より晴天10日間興行
- 5月場所（東京相撲）[2]
  - 興行場所:本所回向院
  - 5月9日より晴天10日間興行
- 11月場所（大阪相撲）[3]
  - 興行場所:難波新地新金毘羅神宮

## 誕生
- 2月9日 - 小常陸由太郎（最高位：関脇、所属：出羽ノ海部屋、+ 1927年【昭和2年】）[4]
- 3月2日 - 山田川清太郎（最高位：前頭13枚目、所属：稲川部屋、+ 1951年【昭和26年】）[5]
- 5月9日 - 東雲衑藏（最高位：小結、所属：雷部屋、+ 1949年【昭和24年】）[6]
- 5月17日 - 櫻川五良藏（最高位：前頭2枚目、所属：立田山部屋、+ 1924年【大正13年】）[7]
- 6月7日 - 鶴渡清治郎（最高位：前頭筆頭、所属：中立部屋、+ 1936年【昭和11年】）[8]
- 11月2日 - 鳴門洋利之助（最高位：前頭5枚目、所属：中川部屋、+ 1922年【大正11年】）[9]
- 12月15日 - 19代式守伊之助（元・立行司、所属：峰崎部屋→友綱部屋→立浪部屋、+ 1966年【昭和41年】）[10]

## 死去
- 3月2日 - 柏戸宗五郎（最高位：前頭筆頭、所属：伊勢ノ海部屋、年寄：伊勢ノ海、* 1810年【文化7年】）[11]